# Innocence (Buffy)
Pour les articles homonymes, voir Innocence.
Innocence est un épisode en deux parties (épisodes 13 et 14) de la saison 2 de la série télévisée Buffy contre les vampires. Il marque un tournant important dans la saison car de nombreuses sous-intrigues se nouent et se dénouent (révélation de la relation entre Alex et Cordelia, fin de la liaison entre Jenny Calendar et Giles, première relation sexuelle de Buffy). C'est surtout entre ces deux épisodes qu'Angel perd son âme, et d'allié des héros, devient leur antagoniste principal. Il permet au créateur de la série, Joss Whedon, et à son équipe créative, de développer l'un des thèmes centraux de la série : l'émancipation d'une jeune femme, ici après son premier rapport sexuel avec un homme.

## Synopsis

### Partie 1
Buffy est perturbée : dans un de ses rêves, dont elle sait qu'ils peuvent être prémonitoires, elle voit Angel être tué sous ses yeux par Drusilla le jour de son 17ème anniversaire. Elle se rend chez Angel pour en discuter et s'inquiète que son rêve ne se réalise, mais le vampire apaise ses peurs. Le lendemain, alors que Willow et Alex flirtent avec Oz er Cordelia, elle parle également de son rêve à Giles. Le jour de son anniversaire, une partie du rêve de Buffy semble devenir réalité lorsque sa mère fait tomber une assiette. 
Jenny Calendar reçoit dans sa salle de classe la visite de son oncle. De son vrai nom Janna Kalderash, elle a en réalité été envoyée par le clan de Bohémiens responsable de la malédiction d'Angel. L'oncle de la professeure d'informatique lui ordonne de séparer le vampire et la Tueuse, afin que la peine et sa souffrance du vampire ne s'atténuent pas. Buffy parle de la réalisation d'une partie de son rêve à Giles et ses amis et s'inquite pour Angel. Celle-ci partie, l'Observateur encourage Willow et Alex à tout de même organiser une fête d'anniversaire. Le soir, Jenny emmène Buffy à sa fête, mais surprennent un groupe de vampires de Spike transportant un bras. Lors du combat, la fête d'anniversaire surprise est en partie gâchée, et Oz découvre l'existence des vampires et des forces surnaturelles lorsqu'il voit un vampire mourir sous ses yeux. Angel leur apprend que le bras appartient au Juge, un démon extrêmement puissant dont les parties du corps ont été dispersés après qu'il ait été vaincu. 
Jenny encourage Angel à partir très loin avec ce bras pendant plusieurs mois afin d'empêcher le plan de Spike et Drusilla de se réaliser, ce qu'il accepte de faire. Buffy et Angel se font leurs adieux sur le port, mais ils sont attaqués par plusieurs vampires envoyés par Spike et Drusilla, qui récupèrent le bras. A la bibliothèque, le groupe se réunit pour cherche un moyen de détruire le Juge, mais ils apprennent qu'aucune arme forgée ne peut en venir à bout. Épuisée, Buffy s'endort en cherchant un moyen de le vaincre et d'empêcher son retour, mais elle fait un autre rêve, ou Spike, Drusilla, Angel, Jenny et un Juge reconstitué apparaissent. Ayant deviné ou les vampires se cachaient, Angel et elle se rendent jusqu'au repaire de Spike et Drusilla, où ils échappent de peu à la mort, le Juge est désormais entièrement reconstitué. Ils se réfugient à l'appartement du vampire, et se réconfortent en faisant l'amour. Mais au milieu de la nuit, Angel se réveille, pris de fortes douleurs. 

### Partie 2
Après avoir connu avec Buffy un instant de véritable bonheur, Angel perd son âme, conséquence de la malédiction des bohémiens. Angelus, son alter-égo maléfique, est donc de retour. À son réveil, la Tueuse s'aperçoit que le vampire n'est plus là et rentre chez elle. Elle se rend ensuite à la bibliothèque, où tous ses amis la recherchent, inquiets de ne pas avoir eu de nouvelles d'Angel et elle. Buffy prétend que le vampire et elle se sont séparés après avoir été défaits, leur apprend que le contact suffit au Juge pour brûler les êtres animés d'une âme, et d'après Giles, il n'aura bientôt plus besoin que d'un regard. Pendant ce temps, Angelus retrouve Drusilla et Spike et s'associe au Juge et eux. Willow surprend Alex et Cordelia en train de s'embrasser et prend très mal la chose. Chez lui, Angelus éconduit sèchement la Tueuse, venue le retrouver, dans le but de la démoraliser. Dans une conversation avec son oncle, Jenny tente de dissuader sa famille de continuer de punir Angel, car estime qu'il pourrait être utile dans le combat contre le Juge et les forces du mal. Mais son oncle refuse catégoriquement.  
Dans les couloirs du lycée, Angelus attaque Willow qui n'est sauvée que par les interventions conjointes de Jenny et Buffy qui réalise que le vampire a perdu son âme après avoir fait l'amour avec elle. Accablée par le chagrin et par sa responsabilité de la perte de l'âme du vampire, elle fond en larmes sur son lit et se recroqueville sur elle-même. À la suite d'un nouveau rêve, elle comprend que Jenny Calendar en sait plus qu'elle ne le devrait et ne le dit. Après une confrontation avec Buffy, l'enseignante reconnait faire partie du clan de bohémiens qui a maudit Angelus et avoir été envoyée à Sunnydale pour la surveiller. Les deux femmes découvrent ensuite que l'oncle de l'enseignante a été assassiné par le vampire, ce qui permet à la Tueuse d'être déterminée à tuer celui qu'elle aimait. 
Alex et Cordelia vont à la base militaire pour emprunter un lance-roquettes et le donner à Buffy, pendant qu'Oz décline les avances de Willow, malgré ses sentiments pour elle, puisqu'elle ne veut que rendre Alex jaloux, et gagne son respect. Jenny veut offrir son aide au groupe, mais est rejetée par Buffy et Giles. Le groupe se rend ensuite au centre commercial, endroit où le Juge pourra trouver le plus de victimes, et Buffy utilise l'arme pour pulvériser le monstre, alors qu'Angelus et Drusilla s'échappent. Elle rattrape le premier et tous les deux se battent, mais elle ne se résout pas à tuer le vampire. Pour se venger, elle le frappe dans les parties intimes. Après la bataille, Giles raccompagne sa disciple chez elle en voiture, mais il ne lui fait aucun reproche et lui assure qu'elle n'aura de lui que son soutien. De retour chez elle, Joyce offre des cupcakes à sa fille en guise de gâteau d'anniversaire et elles passent la soirée ensemble.

## Production
Pour Joss Whedon, la deuxième partie de l'épisode est « une version horrifique » de la scène traditionnelle où un homme ne rappelle plus la femme avec qui il vient de faire l'amour. Il revient sur deux principes fondateurs de la série. Il voulait tout d'abord faire une série horrifique dans un cadre lycéen, « prendre la tristesse, l'humiliation, l'aliénation, les problèmes du lycée en leur donnant des proportions effrayantes », de façon que l'émotion domine. Il rappelle par ailleurs que le projet de Buffy était pour lui l'occasion de faire un sort à un cliché du film d'horreur, celui de la jeune femme blonde qui se fait tuer dans une ruelle sombre. Or, ajoute Whedon, si elle se fait tuer, c'est très souvent parce qu'elle avait l'intention de faire l'amour. La question du sexe devait donc être traitée sérieusement dans la série, qui met en scène une jeune femme ayant 15 ans au début de la saison 1. Le double épisode est l'occasion d'aborder frontalement ce thème.
Par ailleurs, Whedon affirme que la transformation d'Angel en Angelus est l'occasion de donner un souffle nouveau à la série, qui serait selon lui rapidement devenue ennuyeuse si la relation romantique entre Buffy et Angel s'était prolongée. Malgré le nombre important de fans de la série qui désiraient que les deux personnages restent ensemble, Whedon applique ainsi son credo de donner au public ce dont il a besoin et non pas ce qu'il veut.